# Minenwerfer
Minenwerfer je dvoučlenná americká blackmetalová hudební skupina, založená roku 2007 v Sacramentu v Kalifornii. Texty kapely jsou v angličtině či němčině a pojednávají zejména o první světové válce.

## Historie
Skupina Minenwerfer vznikla roku 2007 v kalifornském Sacramentu. Založil ji multiistrumentalista Bret Tardiff („Generalfeldmarschall Kriegshammer“), původně pouze jako sólový projekt. V prosinci roku 2007 vydal první, značně nízkorozpočtové demo Kaiserreich; další plány s projektem neměl. Poté se k němu přidal Patrick Jimmose („Oberstleutnant Angeltits“); u něj doma nahráli debutové album Volkslieder, které vyšlo 23. května 2010. Produkce byla na mnohem lepší úrovni než u předchozích nahrávek. Krátce nato vydali singl „Vorwärts“, nahraný ve spolupráci s martial industrialovou kapelou Striider.
Vliv Martial Industrialu se projevil i na druhém studiovém albu Nihilistichen, které vyšlo 15. května 2012. Opět znamenalo posun produkce na lepší úroveň – nahrávání již probíhalo ve studiu. Jimmose nicméně nebyl stálým členem kapely a na desce se příliš nepodílel. V roce 2011 odešel, nahradil ho Nick Liuzzi („Wachtmeister Verwüstung“).
V roce 2014 skupina přerušila činnost kvůli nedostatku času a financí. Vydala několik alb spolu s jinými blackmetalovými skupinami (Sturmtiger, 1914, Kommandant) a roku 2016 došlo k jejímu obnovení. V srpnu roku 2018 uvedla skupina na svém Facebooku začátek nahrávání nového studiového alba. 7. září 2019 bylo oznámeno, že v pořadí třetí studiové album Alpenpässe je připraveno k vydání, o tři dny později byl zveřejněn přebal, tematika (boje v italských Alpách v letech 1916–1917) a jedna skladba. Deska vyšla 31. října.
Roku 2023 vyšlo čtvrté studiové album nazvané Feuerwalze. Kvůli online úniku byla digitální verze zveřejněna s předstihem 25. února;  na kazetě, CD a vinylu vyšla nahrávka dle původního plánu 10. března. Tematicky se zaměřuje na bitvu na Sommě.

## Vliv, tematika

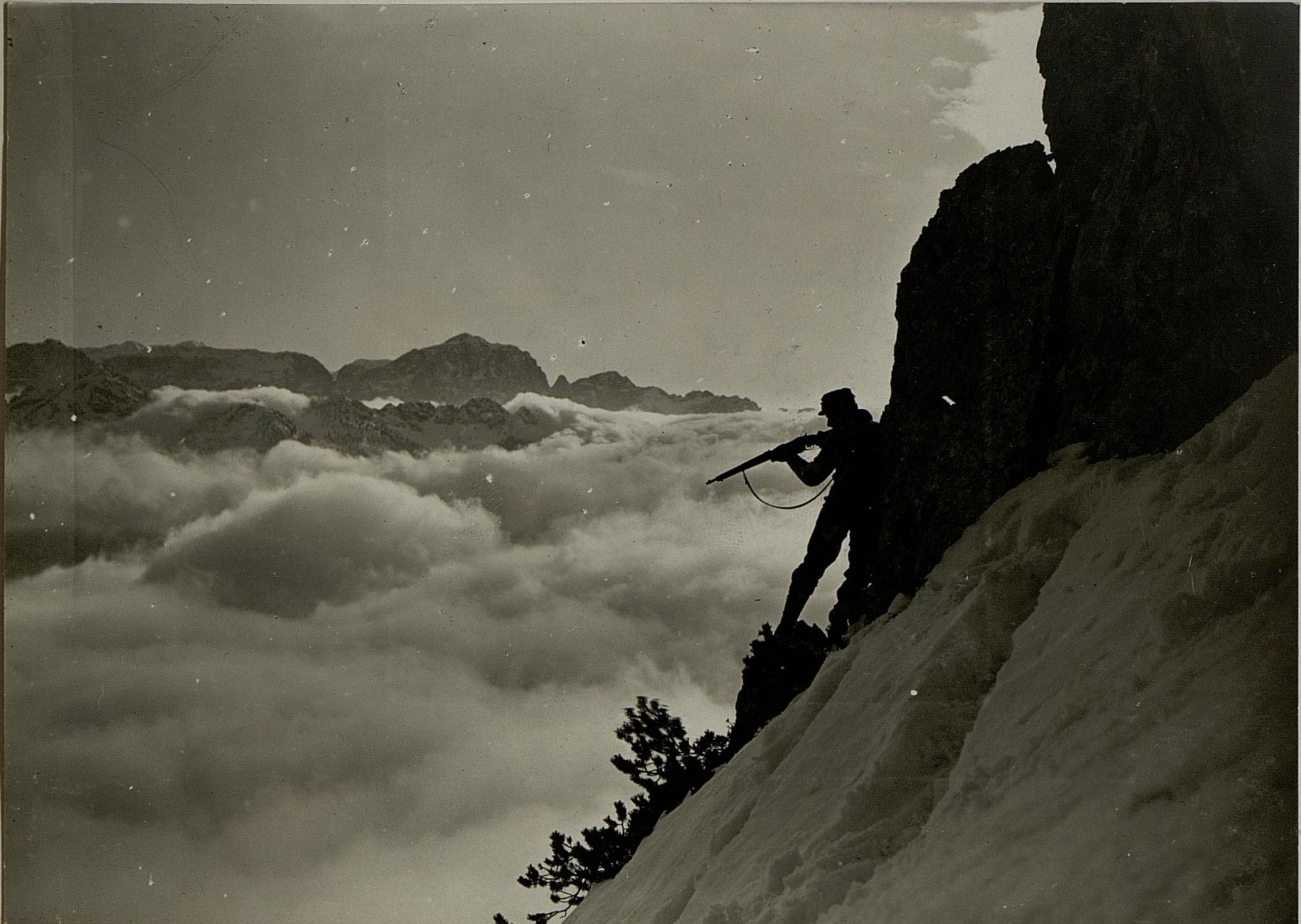
Rakouský voják na svahu Gisnitz – fotografie z horské války použitá na přebalu alba Alpenpässe

Texty skupiny se zaměřují na první světovou válku a nihilismus. Název skupiny, „Minenwerfer“, označuje lehký minomet, používaný za první světové války císařským Německem. Zakladatel uvedl, že skupinu ovlivnil zvuk kapel jako Marduk, Endstile či Hate Forest.
Na EP Kriegserklärung z roku 2014 se poprvé objevilo logo kapely s dvouhlavým orlem – znakem Rakouska-Uherska (do té doby tvořil logo jen nápis „Minenwerfer“ v gotickém písmu). Tardiff v rozhovoru uvedl, že důvodem bylo téma alba – texty jsou psané z perspektivy Rakouska po vyhlášení války v roce 1914. Později, když se texty zaměřovaly opět na Německo, použila skupina jako součást loga železný kříž. Tardiff nicméně tvrdil, že se znak orla ještě objeví; stalo se tak na albu Alpenpässe z roku 2019.

## Diskografie

### Studiová alba
- Volkslieder (2010)
- Nihilistichen (2012)
- Alpenpässe (2019)
- Feuerwalze (2023)

### Kompilace
- Vorleben Erinnerung (2020)

### EP
- Der Rote Kampfflieger (2011)
- Kriegserklärung (2014)

### Demonahrávky
- Kaiserreich (2007)
- Alle Beruhigen Sich Auf Der West Vorderseite (2009)
- Vorwärts (2010)

## Členové
Současní
- Bret Tardiff „Generalfeldmarschall Kriegshammer“ – vokály, doprovodná kytara, baskytara
- Nick Liuzzi „Wachtmeister Verwüstung“ – kytara, bicí

Bývalí
- Patrick Jimmose „Oberstleutnant Angeltits“ – kytara
- Jim Boots „Feldwebel Rabenkrähe“ – bicí
- Pete Chavez „Oberst Gemetzel“ – bicí
- Trevor Deschryver „Hauptmann Hymen Burster Von Richthofen“ – bicí (jen živá vystoupení)